# Percey-le-Grand
 Percey-le-Grand  es una población y comuna francesa, situada en la región de Franco Condado, departamento de Alto Saona, en el distrito de Vesoul y cantón de Champlitte.

## Demografía
| 119 | 140 | 130 | 117 | 109 | 97 |
| Para los censos de 1962 a 1999 la población legal corresponde a la población sin duplicidades (Fuente: INSEE [Consultar]) |     |     |     |     |    |